# 조현재 (공무원)
조현재(趙顯宰, 1960년 11월 19일 ~ 경북 포항)는 대한민국의 정무직 공무원이다.

## 학력
- 휘문고등학교 졸업
- 연세대학교 행정학 학사
- 서울대학교 대학원 행정학 석사
- 브리스톨 대학교 대학원 행정학 박사

## 경력
- 1982 : 제26회 행정고시 합격
- 제6회 입법고시 합격
- 1983 : 체육부 국제경기과 행정사무관
- 체육부 지도육성과 행정사무관
- 1995 : 한양대학교 행정학과 겸임교수
- 1996 : 대통령비서실 행정관
- 1998 : 문화관광부 문화재관리국 무형문화재과장
- 199 : 문화관광부 관광국 관광시설과장
- 문화관광부 관광국 국제관광과장
- 2004 : 문화관광부 청소년국 국장
- 2005 : 문화관광부 관광레저도시추진기획단 단장
- 2006 : 문화관광부 체육국 국장
- 2009 : 문화체육관광부 관광산업국 국장
- 2011 ~ 2013.03 : 문화체육관광부 기획조정실 실장
- 2013.03 ~ 2014.07 : 문화체육관광부 제1차관
- 2014.12 : 동양대학교 경영관광학부 석좌교수
- 2015.05 : 법무법인 민 고문
- 2015.05 : 대한체육회 전국체육대회위원회 위원장
- 대한축구협회 부회장
- 2016.03 ~ 2017.02 : 한국문화예술위원회 위원
- 2018.09 ~ 2021.02 : 제9대 한국국학진흥원 원장
- 2021.02 ~ 2024.11 : 제13대 국민체육진흥공단 이사장
- 경북문화재단 선임직 이사

## 수상
- 1989년 : 대통령표창
- 2000년 : 근정포장
- 2012년 : 홍조근정훈장

| 전임 곽영진 | 제5대 문화체육관광부 제1차관 2013년 3월 13일 ~ 2014년 7월 15일 | 후임 김희범 |